# Cheiracanthium conspersum
Cheiracanthium conspersum is een spinnensoort uit de familie Cheiracanthiidae.
De wetenschappelijke naam van de soort werd in 1891 als Eutittha conspersa gepubliceerd door Tord Tamerlan Teodor Thorell.